# Резня пневматическим молотком
«Резня пневматическим молотком» (англ. Nail Gun Massacre) — американский слэшер 1985 года, поставленный Биллом Лесли и Терри Лофтоном. Сюжет сосредоточен на расследовании убийств местных жителей с помощью пневматического молотка, совершаемых человеком в мотоциклетном шлеме.

## Сюжет
На стройке в восточном Техасе шестеро мужчин изнасиловали Линду Дженкинс. Пять месяцев спустя человек в камуфляжной одежде и чёрном мотоциклетном шлеме убивает одного из насильников пневматическим молотком. Месяц спустя другой насильник, Марк, рубит дрова со своим другом Брэдом. Когда Брэд мочится, убийца стреляет ему в промежность и живот. Когда Марк заводит бензопилу, убийца подкрадывается к нему сзади и стреляет ему в затылок. Марк падает, и бензопила отрывает ему руку.
Когда Док, городской врач и коронер, прибывает на место преступления, шериф показывает ему тела. Доктор упоминает, что три тела были найдены на собственности старой леди Бейли. Шериф спрашивает жену первой жертвы убийства, был ли её муж плотником, и он уходит, чтобы позвонить в «мясной фургон».
Убийца подбирает автостопщика, затем стреляет ему в живот, заставляя его выпрыгнуть из движущегося автомобиля. Затем он останавливает машину и убивает автостопщика. Шерифа и Дока вызывают в хозяйственный магазин, где за магазином была найдена прибитая молодая женщина. Через несколько минут их вызывают на дорогу за городом, где автостопщик был прибит к бетону посреди дороги.
Максин, Джон и Том едят в закусочной, где она показывает, что Олд Бейли позволил им остаться в доме бесплатно, потому что там кого-то убили. На следующий день трио покупает пиломатериалы на лесопилке, чтобы починить дом. Хэл и Бен приезжают со своими подругами Энн и Триш, чтобы попросить хозяина, Буббу, о работе. Он говорит им о месте Максин, и группа уходит. После того, как они уходят, появляется Линда и спрашивает Буббу, были ли эти двое строителями.
На месте Максин, группа не видит никого дома, и садятся ждать на одеяле для пикника. Хэл и Энн отправляются на прогулку в лес и занимаются сексом. Однако их убивают и прибивают к дереву. Триш убеждает Бена искать их. Убийца прибивает руки Бена к дереву. Максин, Джон и Том возвращаются в дом. Джон утешает испуганную Триш. Джон и Том обнаруживают тела Хэла, Бена и Энн и звонят шерифу. Они выгружают пиломатериалы из грузовика, и Максин озвучивает свои опасения по поводу убийцы. Они также находят, что их пневматический молоток отсутствует.
На следующий день два плотника работают над домом, когда они игриво стреляют друг в друга из гвоздей. Когда они возвращаются в частично построенный дом, убийца стреляет одному в голову. Убийца, говоря искаженным голосом, говорит другому плотнику вспомнить, что случилось шесть месяцев назад. Когда плотник упоминает об изнасиловании, убийца убивает его. Затем убийца убивает пару, целующуюся на капоте своей машины, и человека в пригородном доме.
Следуя различным зацепкам, шериф в конце концов понимает, что шесть жертв работали на строительной площадке. Шесть месяцев назад Линда Дженкинс, которая является сестрой Буббы, была изнасилована после доставки припасов на стройплощадку. Шестеро насильников избежали наказания из-за отсутствия доказательств. В тот вечер две женщины, гуляющие в близлежащем лесу, подвергаются нападению убийцы.
На следующее утро Док звонит Линде и просит поговорить с Буббой, но она вешает трубку. Док едет на лесопилку и сталкивается с Линдой, которая говорит ему, что Бубба едет на своем катафалке. Док и Линда едут по дороге, находят катафалк и бросаются в погоню. Вскоре к ним присоединяется шериф, и погоня приводит к текстильной фабрике. Убийца выходит из машины и бежит, преследуемый шерифом и Доком. Они преследуют убийцу через фабрику к известняковым холмам. Убийца взбирается на кран, но поскальзывается и падает насмерть. Линда подходит к мертвому убийце и снимает его шлем, показывая, что это Бубба. Убийства закончились, Док уходит с травмированной Линдой.

## В ролях
- Рокки Паттерсон — доктор Рокки Джонс
- Рон Куин — шериф Томас
- Бо Лиланд — Бубба Дженкинс
- Мишель Мейер — Линда Дженкинс
- Себрина Лоулесс — Мэри Сью Джонсон
- Моника Лоулесс — Бобби Джо Джонсон
- Джерри Нельсон — Лерой Джонсон
- Майк Коуди — Марк

## Релиз
Фильм не получил театрального проката в Соединённых Штатах, а сразу был выпущен на VHS компанией Magnum Entertainment. В 2005 году Лофтон выпустил фильм о фильме под названием «Молоток», который попал в издание картины на DVD компанией Synapse в том же году.

## Отзывы критиков
Фильм получил крайне прохладный приём критиков. Рецензент издания Variety, известный как «Лор», назвал фильм «дилетантским ужастиком», отметив, что и актёрская, и техническая стороны фильма были жалкими. В TV Guide дали фильму только одну звезду из четырёх, заявив, что в фильме совсем не было интриги. В своей книге рецензий фильмов-сплэттеров 1980-х годов Скотт Аарон Стайн описал фильм как упражнение в «низкобюджетном кинопроизводстве» и «типичный дешёвый фильм-слэшер». В целом же он назвал фильм сексистской чушью, которая понравится только «неприхотливым фанатам сплэттеров».